# Ali Al Rumaihi
Ali Yousuf Ahmad Saad Al Rumaihi (arabisch علي الرميحي, * 26. August 1981) ist ein Springreiter aus Katar.

## Werdegang
Ali Al Rumaihi hatte früh Kontakt zu Pferden: Sein Vater betrieb in Syrien ein Gestüt für Araberpferde, später wurde dieser Präsident des Katarischen Pferdesportverbands. Auf dem Gestüt begann Ali Al Rumaihi sechsjährig mit dem Reiten. In Katar begann er mit dem Springreiten, auch sein jüngerer Bruder Mubarak Al Rumaihi ist als Springreiter aktiv.
Al Rumaihis erstes internationales Championat brachte ihm gleich einen Einzeltitel ein: Bei den Asienspiele 2006 in Doha gewann er mit Nagano Einzelgold. Bei seinen zweiten Asienspielen, 2010 in Guangzhou, kam er auf den fünften Platz der Einzelwertung. Sein erfolgreichstes Championat wurden die Panarabischen Spiele 2011, wo Katar die Mannschafts-Silbermedaille errang und Al Rumaihi mit Ravenna Einzelgold gewann.
Im Oktober 2013 erwarben die Streitkräfte Katars für ihn für einen achtstelligen Eurobetrag Janika Sprungers Erfolgspferd Palloubet d'Halong, Al Rumaihi konnte aber nie an die Erfolge Sprungers anknüpfen. Größte Erfolge der beiden waren ein zweiter Platz im Weltcupspringen von Dubai (CSI 3*-W) sowie der zweite Platz im Nationenpreis von al-Ain 2014. Ab der zweiten Jahreshälfte 2014 wurde der Wallach von Bassem Hassan Mohammed geritten. Auch die Stute California aus dem Besitz der Streitkräfte, die er erst zum Jahresbeginn 2015 übernommen von Ali bin Chalid Al Thani hatte, ging ab Juli 2015 in den Beritt von Bassem Hassan Mohammed.
Im Jahr 2016 stellte Al Rumaihi mit Gunder nur noch ein Pferd im internationalen Sport vor, der Wallach steht im Besitz des katarischen Pferdesportverbands. Mit diesem hatte er bereits im Februar 2015 zur siegreichen Mannschaft Katars im Nationenpreis von Abu Dhabi gehört. Seine ersten Olympischen Spiele, 2016 in Rio de Janeiro, schloss Ali Al Rumaihi auf den 16. Rang ab.

## Erfolge
- Olympische Sommerspiele:[6]
  - 2016, Rio de Janeiro: mit Gunder 16. Platz im Einzel und 9. Platz mit der Mannschaft
- Weltreiterspiele:
  - 2010, Lexington KY: mit Ambiente 81. Platz im Einzel und 26. Platz mit der Mannschaft
- Asienspiele:
  - 2006, Doha: mit Nagano 1. Platz im Einzel und 4. Platz mit der Mannschaft
  - 2010, Guangzhou: mit Ambiente 5. Platz im Einzel und 4. Platz mit der Mannschaft
- Panarabische Spiele:
  - 2007, Kairo: mit Ravenna 12. Platz im Einzel und 6. Platz mit der Mannschaft
  - 2011, Doha: mit Ravenna 1. Platz im Einzel und 2. Platz mit der Mannschaft

## Pferde (Auszug)
aktuelle Turnierpferde:
- Gunder (* 2006), brauner Belgischer Warmblut-Wallach, Vater: Thunder van de Zuuthoeve, Muttervater: Randel Z, Eigner: Qatar Equestrian Federation; zuvor von Edwina Tops-Alexander und Nick Vrins geritten[7]

ehemalige Turnierpferde von Ali Al Rumaihi:
- Ravenna (* 1998), Hannoveraner, dunkelbraune Stute, Vater: Ragazzo, Muttervater: Loredo, Besitzer: Qatar Equestrian Federation, zuletzt 2014 im internationalen Sport eingesetzt[8]
- Palloubet d'Halong (* 2003), Selle-Français-Fuchswallach, Vater: Baloubet du Rouet, Muttervater: Muguet du Manoir; bis August 2013 von Janika Sprunger geritten, ab Herbst 2014 von Bassem Hassan Mohammed geritten[9]
- Victoria (ehemals: Victory van de Laarseheide; * 2002), KWPN, braune Stute, Vater: Tangelo van de Zuuthoeve, Muttervater: Cordano, bis März 2013, inzwischen von Bassem Hassan Mohammed geritten.
- Ambiente 55 (ehemals: Madonna II; * 1997), Holsteiner, Schimmelstute, Vater: Alcatraz, Muttervater: Capitol I, Besitzer: Qatar Equestrian Federation, von 2010 bis 2011.